# Arderea Washingtonului
Arderea Washington-ului a fost o invazie britanică a orașului Washington (acum Washington D.C.), capitala Statelor Unite ale Americii, în timpul campaniei Chesapeake din războiul din 1812.
La 24 august 1814, după ce i-a învins pe americani la Bătălia de la Bladensburg, o forță britanică condusă de Generalul-maior Robert Ross a incendiat mai multe clădiri guvernamentale și militare, inclusiv Casa Albă (numită atunci Conacul Prezidențial), clădirea Capitolului, precum și alte facilități ale guvernului SUA. Atacul a fost în parte o răzbunare pentru recenta distrugere americană a Port Dover în Canada de Sus. Arderea Washingtonului marchează singura dată de la Războiul Revoluționar American când o putere străină a capturat și a ocupat capitala Statelor Unite.
Președintele James Madison, oficialii militari și guvernul său au fugit din oraș în urma victoriei britanice de la Bladensburg. În cele din urmă și-au găsit refugiu pentru noapte în Brookeville, un orășel din Comitatul Montgomery, Maryland, cunoscut astăzi drept „Capitala Statelor Unite pentru o zi”. Președintele Madison a petrecut noaptea în casa lui Caleb Bentley, un quaker care locuia și lucra în Brookeville. Casa lui Bentley, cunoscută astăzi sub numele de Casa Madison, există încă.
La mai puțin de o zi după începerea atacului, o furtună bruscă, foarte puternică - posibil un uragan - a stins focurile. De asemenea, a izbucnit o tornadă care a trecut prin centrul capitalei, așezându-se pe Constitution Avenue și ridicând două tunuri înainte de a le lăsa la câțiva metri distanță. În urma furtunii, britanicii s-au întors pe navele lor, dintre care multe au necesitat reparații din cauza furtunii. Ocuparea Washingtonului a durat aproximativ 26 de ore, iar planurile britanice sunt încă subiect de dezbatere.